# Thai League Cup
Der Thai League Cup (Thai: ไทยลีกคัพ) ist ein Fußballpokalwettbewerb in Thailand. Er ist auch aus Sponsorgründen als Toyota League Cup bekannt. Er wurde 2010 reformiert und  läuft nach dem gleichen Muster wie der thailändische FA Cup. Beim Thai League Cup nehmen auch regionale Mannschaften in sogenannten Qualifikationsgruppen teil.

## Endspiele seit 2010
| Jahr    | Sieger                                                                                | Ergebnis                                                                              | Finalist                                                                              | Austragungsort                                                                        |
| ------- | ------------------------------------------------------------------------------------- | ------------------------------------------------------------------------------------- | ------------------------------------------------------------------------------------- | ------------------------------------------------------------------------------------- |
| 2010    | Thai Port                                                                             | 2:1                                                                                   | Buriram PEA FC                                                                        | Suphachalasai Stadium                                                                 |
| 2011    | Buriram PEA FC                                                                        | 2:0                                                                                   | Thai Port                                                                             | Suphachalasai Stadium                                                                 |
| 2012    | Buriram United                                                                        | 4:1                                                                                   | Ratchaburi Mitr Phol                                                                  | Thammasat Stadium                                                                     |
| 2013    | Buriram United                                                                        | 2:1                                                                                   | Ratchaburi Mitr Phol                                                                  | Thammasat Stadium                                                                     |
| 2014    | BEC Tero Sasana FC                                                                    | 2:0                                                                                   | Buriram United                                                                        | Suphachalasai Stadium                                                                 |
| 2015    | Buriram United                                                                        | 1:0                                                                                   | Sisaket FC                                                                            | Suphachalasai Stadium                                                                 |
| 2016    | Buriram United Muangthong United                                                      | siehe Anmerkung (1)                                                                   | siehe Anmerkung (1)                                                                   | siehe Anmerkung (1)                                                                   |
| 2017    | Muangthong United                                                                     | 2:0                                                                                   | Chiangrai United                                                                      | Suphachalasai Stadium                                                                 |
| 2018    | Chiangrai United                                                                      | 1:0                                                                                   | Bangkok Glass                                                                         | Thammasat Stadium                                                                     |
| 2019    | PT Prachuap FC                                                                        | 1:1 (n. V.), 8:7 (n. E.)                                                              | Buriram United                                                                        | SCG Stadium                                                                           |
| 2020    | Wegen der COVID-19-Pandemie in Thailand wurde der Wettbewerb im März 2020 abgebrochen | Wegen der COVID-19-Pandemie in Thailand wurde der Wettbewerb im März 2020 abgebrochen | Wegen der COVID-19-Pandemie in Thailand wurde der Wettbewerb im März 2020 abgebrochen | Wegen der COVID-19-Pandemie in Thailand wurde der Wettbewerb im März 2020 abgebrochen |
| 2021/22 | Buriram United                                                                        | 4:0                                                                                   | PT Prachuap FC                                                                        | BG Stadium                                                                            |
| 2022/23 | Buriram United                                                                        | 2:0                                                                                   | BG Pathum United FC                                                                   | Thunderdome Stadium                                                                   |
| 2023/24 | BG Pathum United FC                                                                   | 1:0                                                                                   | Muangthong United                                                                     | Thammasat Stadium                                                                     |
| 2024/25 | Buriram United                                                                        | 2:0                                                                                   | Lamphun Warriors FC                                                                   | BG Stadium                                                                            |

- Anmerkung (1): Nach dem Tod von König Bhumibol Adulyadej hat der thailändische Fußballverband die verbleibende Spielzeit am 14. Oktober 2016 abgesagt. Es fand kein Finale statt. Die beiden Finalisten, Buriram United und Muangthong United, wurden zum Sieger erklärt.

## Rangliste
| Rang | Verein              | Titel | Jahr(e)                                                  |
| ---- | ------------------- | ----- | -------------------------------------------------------- |
| 01   | Buriram United      | 8     | 2011, 2012, 2013, 2015, 2016*, 2021/22, 2022/23, 2024/25 |
| 02   | Muangthong United   | 2     | 2016*, 2017                                              |
| 03   | Port FC             | 1     | 2010                                                     |
|      | BEC Tero Sasana FC  | 1     | 2014                                                     |
|      | Chiangrai United    | 1     | 2018                                                     |
|      | PT Prachuap FC      | 1     | 2019                                                     |
|      | BG Pathum United FC | 1     | 2023/24                                                  |

*Aufgrund des Todes von König Bhumibol Adulyadej wurde der Wettbewerb 2016 nach dem Halbfinale abgebrochen und den beiden Finalisten (Buriram United, Muangthong United) der Titel zugesprochen.

## Austragungsorte der Endspiele
| Suphachalasai Stadium | Thammasat Stadium | SCG Stadium | BG Stadium   |
| --------------------- | ----------------- | ----------- | ------------ |
| Bangkok               | Pathum Thani      | Pak Kret    | Pathum Thani |
|                       |                   |             |              |